# Ducado de Anjou
El ducado de Anjou fue un antiguo condado (h.880), ducado (1360) y provincia centrada en la ciudad de Angers en el valle inferior del Loira, al oeste de Francia. Se correspondía en gran parte con el actual departamento de Maine y Loira.

## Historia

### Galos, Romanos y Francos

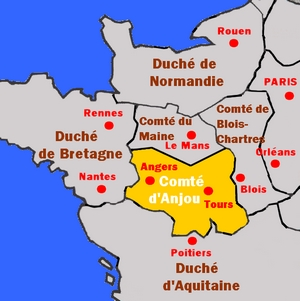
Los principados del noroeste del reino de Francia hacia 1050.

Su origen se remonta al antiguo estado de la tribu gala de los Andes, sobre las líneas del cual fueron organizadas, después de la conquista de la Galia por Julio César, las civitas romanas del Andecavi. Esta organización fue conservada como un distrito administrativo bajo los Francos con el nombre primero de pagus, luego de comitatus, y finalmente como condado de Anjou. Este condado parece que se extendía prácticamente por la diócesis eclesiástica de Angers, ocupando gran parte de lo que actualmente es el departamento de Maine y Loira, y embarcando además, al norte, Craon, Candé, Bazouges (Château-Gontier), Le Lude, y al este, Château-la-Vallière y Bourgueil, mientras que al sur no incluía, ni la actual ciudad de Montreuil-Bellay, ni Vihiers, Cholet, Beaupréau, ni el distrito entero que está al oeste del Ironne y Thouet, sobre la orilla izquierda del Loira, que formó el territorio del Mauges. Lindaba al norte con el condado de Maine, al este por el de Touraine, al sur por el de Poitiers y por el Mauges; y al oeste con el condado de Nantes.
A comienzos del reinado de Carlos el Calvo, la integridad de Anjou se encontraba seriamente amenazada por un peligro doble: Bretaña y Normandía. Lamberto, antiguo conde de Nantes, después de devastar Anjou de común acuerdo con Nominoé, duque de Bretaña, logró ocupar, a finales del año 851 toda la parte occidental. El principado que forjó fue ocupado tras su muerte por Erispoé, duque de Bretaña, que fue transmitido a sus sucesores, en cuyas manos permaneció hasta principios del siglo X. Durante todo este tiempo los vikingos no dejaron de devastar el país. Hacia 861, Carlos el Calvo confió la defensa del territorio con el título de missus dominicus a Roberto el Fuerte, margrave de Neustria, pero Roberto se encontró con la muerte en 866, luchando contra los daneses y sus aliados bretones en la batalla de Brissarthe. Hugo el Abad le sucedió en el condado de Anjou y, a su muerte (886), el condado pasó a Eudes, hijo mayor de Roberto el Fuerte, quien, tras su ascenso al trono como rey de los Francos (888), probablemente lo entregó a su hermano Roberto. En cualquier caso, durante los últimos años del siglo IX, el poder en Anjou, al igual que en otros lugares, fue delegado a un vizconde, Fulco el Rojo, hijo de Ingelgerius.

## Los Fulcos
En el segundo cuarto del siglo X Fulco el Rojo ya había usurpado el título de conde, que sus descendientes mantuvieron durante tres siglos. Fulco el Rojo fue sucedido primero por su hijo Fulco II el Bueno (910-958), y luego por el hijo de este, Godofredo I Grisegonelle (938-987), que inauguró una política de expansión con el objeto de recuperar las antiguas fronteras del condado y la reconquista de aquellas partes que habían sido anexionadas por los estados vecinos; aunque la zona occidental de Anjou había sido restituida por los duques de Bretaña a principios del siglo X, en el este todo el distrito de Saumur ya para entonces había caído en manos de los condes de Blois y Tours. Godofredo I Grisegonelle logró el vasallaje de los condes de Nantes, y obtuvo del duque de Aquitania la concesión del feudo de Loudun. Además, durante las guerras del rey Lotario contra los normandos y contra el emperador Otón II, Godofredo se distinguió por sus hazañas bélicas que los poetas épicos no tardaron en celebrar.
Su hijo Fulco III el Negro (987-1040) tuvo que enfrentarse a una coalición formada por Odo I, conde de Blois y Conan I de Rennes que trataban de frenar su expansión. Este último se había apropiado de Nantes, territorio sobre el que los condes de Anjou exigían suzeranía, por lo que Fulco III le sitió, derrotó al ejército de Conan en Conquereuil el 27 de junio de 992 y restableció la suzeranía Anjou en Nantes. Luego dirigió su atención al conde de Blois. Levantó una fortaleza en Langeais, cerca de Tours, de la que, gracias a la intervención del rey Hugo Capeto, Odo no pudo expulsarle. Tras la muerte de Odo I, Fulco capturó Tours (996); pero el rey Roberto el Piadoso se volvió contra él y tomó la ciudad de nuevo (997). En 1016 estalló un nuevo enfrentamiento entre Fulco y Odo II, nuevo conde de Blois. Odo II fue completamente derrotado en Pontlevoy (6 de julio de 1016), y unos años más tarde, mientras Odo sitiaba Montboyau, Fulco le sorprendió y tomó Saumur (1026).
Finalmente, Godofredo II Martel (conde de Anjou de 1040 a 1060), hijo y sucesor de Fulco el Negro, consiguió la victoria sobre Teobaldo, conde de Blois, en Nouy (el 21 de agosto de 1044), lo que aseguró a los angevinos la posesión del condado de Turena. Al mismo tiempo, siguiendo los pasos de su padre (quién en 1025 tomó preso a Herberto I de Maine y solo lo puso en libertad con la condición de rendirle homenaje), Godofredo tuvo éxito en reducir al conde de Maine a su vasallaje. Durante la vida de su padre él había sido golpeado por Gervais, obispo de Hombres de Le (1038).

## Después delsigloXI
Se convirtió en uno de los principados más importantes en los siglos XI y XII. En 1204, el rey de Francia Felipe Augusto puso sus manos en el condado, que pasa a la Corona francesa. Este encuentra una cierta autonomía comenzando por el reino de Luis IX como prerrogativa. 
En 1246 Luis IX de Francia concedió el condado de Anjou (que incluía Maine) a su hermano Carlos, que funda la Casa de Anjou-Sicilia.
En 1299 Margarita de Anjou-Sicilia hereda el condado de Anjou (y Maine) como dote y se casa con Carlos de Valois, iniciando el período bajo la Casa de Valois.
En 1356 Juan II de Francia concedió los condados de Anjou y Maine a su hijo Luis, que se convirtió en el fundador de la Tercera Casa de Anjou. En 1360 el condado de Anjou es elevado a ducado.
En 1480, el título de duque de Anjou pasa de nuevo al patrimonio de la Corona francesa, cuando renuncia Carlos IV de Anjou, a cambio del condado de Beaufort-en-Vallée, Mirabeau, Sablé y La Roche-Guyon.
En 1566, el príncipe Enrique, futuro rey de Francia recibe el título de duque de Anjou.
En 1683, el príncipe Felipe, futuro rey de España recibe el título de duque de Anjou.
En 1771, el príncipe Luis, futuro rey de Francia recibe el título de duque de Anjou.